# 2000年夏季残疾人奥林匹克运动会突尼斯代表团
2000年夏季残疾人奥林匹克运动会突尼斯代表团是突尼斯派出的2000年夏季残疾人奥林匹克运动会代表团。获得6枚金牌、4枚银牌和1枚铜牌。